# Pehr Wilhelm Cedergren
Per Wilhelm Cedergren, född 17 november 1823 i Stockholm, död 3 oktober 1896 i Spånga, var en svensk marinmålare.

## Biografi
Pehr Wilhelm Cedergren var son till Isak Cedergren, block- och svarvarmästare vid Stockholms örlogsvarv, och Brita Kristina Sundberg. Som barn bodde han på Skeppsholmen. Enligt sonens självbiografiska anteckningar satt fadern ofta på krogen. Liksom så många andra under den här tiden flydde han den hårda verkligheten med hjälp av sprit. Familjen bodde i ett kallt och dragigt vindsrum där de låg och sov direkt på golvet.
Som nioåring skrevs Cedergren in som en skeppsgosse vid flottan där han 1840 avancerade till korpral. Målande beskriver han senare både i text och bild hur han som skeppsgosse frös, svalt och fick stryk i tid och otid. På vintrarna gick han i skeppsgosseskolan och om somrarna var han ute och slet ont ombord på skepp. När Cedergren var 18 år dog hans far och då gick han iland och blev timmermanslärling på Skeppsholmen. Vid varvet rådde det också omänskligt hårda arbetsförhållanden. Cedergrens anlag för teckning uppmärksammades och han fick efter några år arbete med att rita mallar när skepp skulle byggas. För varje nytt bygge hyvlades de gamla ritningarna mödosamt bort från golvet i mallboden. Senare fick han arbeta med skeppsbyggnad, tillverkning av modeller och fartygskonstruktioner. På söndagarna drygade han ut den knappa lönen med att konkurrera med roddarmadamerna.
När Cedergren var tjugo år råkade folklivsforskaren Nils Månsson Mandelgren besöka hans föräldrahem och uppmärksammade då en tavla på väggen som Cedergren gjort. Mandelgren erbjöd honom gratis undervisning i tre månader på Konstakademiens söndagsskola 1844–1845 och den nyöppnade Slöjdskolan i Stockholm. Det var den enda konstnärliga utbildning som han någonsin fick. Mandelgren hade behov av tecknande medhjälpare och Cedergren tecknade båtar och annat marint samt gjorde uppmätningsritningar. Han fick kontakt med konstnärer och en ny värld öppnade sig. Den mer namnkunnige konstnärskollegan Marcus Larson sägs ha fått hjälp av Cedergren som målade skeppen på Larsons målningar.
Han befordrades till kvarterman vid flottans varv och sändes 1851 av Stockholms fabriksförening till världsutställningen i London för att ta del av nyheterna inom skeppsbyggeriet. Samtidigt passade Cedergren på att förkovra sig inom marinmåleriet med besök i de största sjöstäderna i England och Skottland, under hemresan bedrev han även konststudier i Paris. Under resan bedrev han industrispionage på engelska skeppsvarv tillsammans med kollegan och gode vännen från Skeppsholmen John Fredrik Andersson. De lyckades kopiera ritningarna till kappseglingsskonerten America. America hade just vunnit den kappsegling som hon sedan gav namn åt – America's Cup – världens mest åtråvärda seglingstrofé. Ritningarna låg till grund för kappseglaren Sverige som nästa år byggdes på det av Andersson ägda Essingevarvet i Stockholm. Sverige utmanade strax därpå America och höll på att vinna över henne under en legendarisk kappsegling.
Han var verkmästare vid mariningenjörsdepartementet 1872–1879. Vid sidan av sitt arbete utförde han enligt egen utsago fyrahundrafyrtiotvå marinmålningar under perioden 1845–1870. Han tecknade och målade i olja, akvarell och pastell. Bilderna var gärna dokumentära avbildningar av skepp och båtar, framförallt i Stockholmsmiljö. En tid var inramningen ett romantiskt effektmåleri med månsken och soluppgångar. Han gjorde också många fartygsporträtt, troligen på beställning. Han anlitades av Marcus Larson för att förse dennes marinmålningar med fartyg, detta kompanjonskap skulle hemlighållas men det gav Cedergren en bra sidoinkomst. Hans största framgång var när Svenska staten 1861 köpte hans målning Svenska krigsfartyg efter en drabbning. Han medverkade ett flertal gånger i Konstakademiens utställningar på 1840–1880-talen. Kungafamiljen köpte flera av hans tavlor och Karl XV köpte till och med en liten gård åt honom ute vid Drottningholm. Där satt han förnöjd som gammal och tänkte mycket ofta tillbaka på sin svåra barn- och ungdom. I anteckningar prisade han socialismen som förbättrat tillvaron för arbetarna.
Sjöhistoriska museet i Stockholm har tavlor, teckningar, anteckningar och annat från Cedergren. På Marinmuseum i Karlskrona finns personhandlingar från P W Cedergren, bland annat hans självbiografiska anteckningar i fyra band. Nordiska museet har teckningarna som han gjorde under resan till England 1851.  Cedergren är även representerad vid Nationalmuseum, Göteborgs konstmuseum, Norrköpings konstmuseum, Uppsala universitetsbibliotek, National Gallery of Victoria, Länsmuseet Gävleborg.
Han var från  1849 gift med Anna Brita Högmark. 
Pehr Wilhelm Cedergren dog 1896 och är begravd på Spånga kyrkogård.

## Bilder

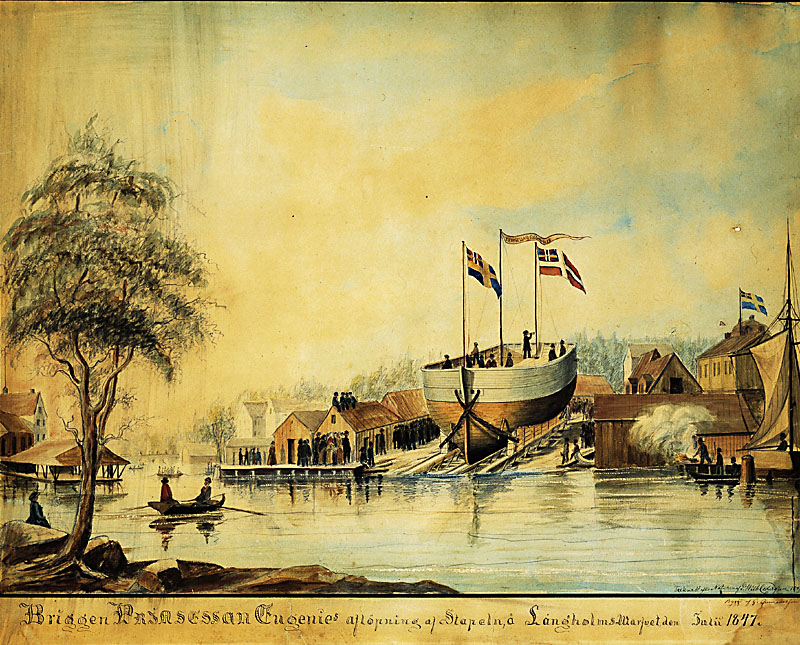
Briggen Prinsessan Eugenies aflöpning af Stapeln å Långholms-Warfvet den Julii 1847.
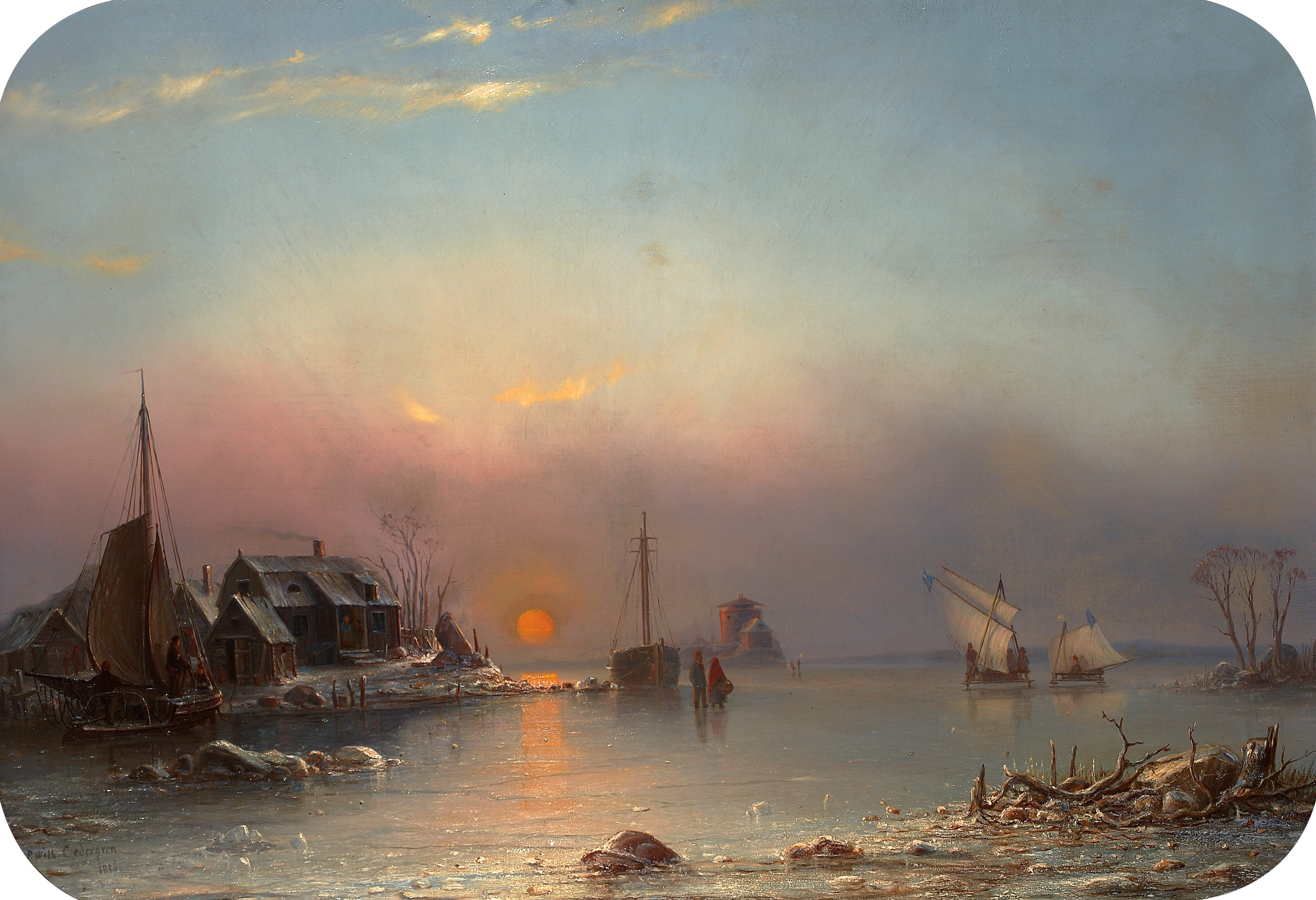
Vintermotiv från Dalarö skans, 1856.
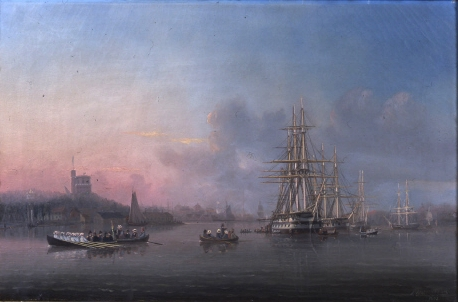
Stockholms ström, 1853, Sjöhistoriska museet.
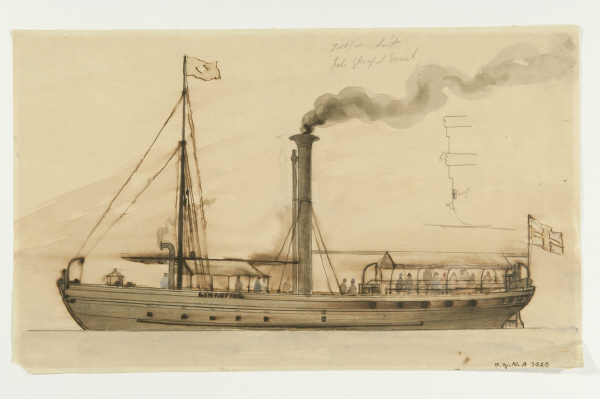
Akvarell av ångfartyget Linköping.
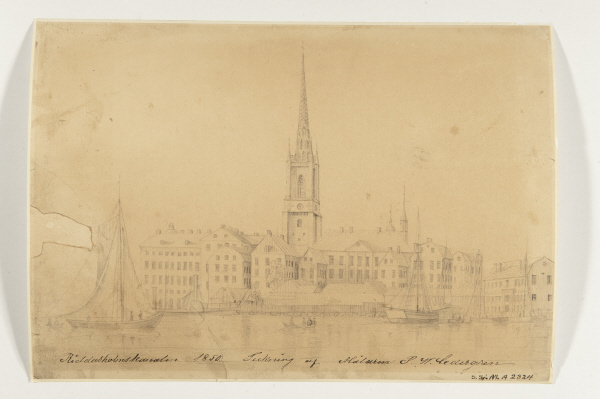
Blyertsteckning av Riddarholmskanalen.